# Renault Kangoo I - Nissan Kubistar
Pour l’article homonyme, voir Renault Kangoo.
Le Renault Kangoo est un véhicule utilitaire léger fabriqué par Renault à partir d'octobre 1997. La version ludospace du premier Kangoo a été produite en France jusqu'en 2008, et jusqu'en 2010 en version utilitaire, mais le modèle est produit dans les deux variantes en Argentine jusqu'en 2018. Le Kangoo 2 le remplace en 2007, significativement plus grand.
La version utilitaire du Kangoo s'appelle « Kangoo Express ». Les professionnels utilisent alors généralement le masculin pour le désigner[réf. nécessaire]. De 2003 à 2009, le Kangoo est aussi commercialisé par Nissan en Amérique latine et en Europe sous le nom de « Nissan Kubistar ».
Le Renault Kangoo  est transformé (stickers, découpes de carrosserie, habillage fourgon, aménagements fourgon, conversion pour le transport de personnes à mobilité réduite) par Renault Pro+ sur le site normand de Qstomize à  Verneuil-sur-Avre, puis à Heudebouvillle, en France. Il en est de même pour son clone japonais le Nissan Kubistar.

## Histoire
Le Kangoo a été classé à sa sortie dans la catégorie ludospace. Bien que né de l'univers utilitaire, il était présenté comme une voiture familiale pratique, mettant en avant l'important volume de son habitacle, et comme une alternative aux monospaces compacts, voiture particulièrement appréciée par la Poste et Darty, en France.
Avant lui, d'autres véhicules avaient tenté le mariage du volume d'un utilitaire à la banquette arrière d'une berline, accompagnés d'un hayon en lieu et place de la double-porte du coffre. Parmi lesquels, on peut citer le Matra-Simca Rancho, la présence d'une version civile dans la gamme  Citroen C15 ou Renault Express, et plus contemporains au Kangoo, les jumeaux Citroën Berlingo et Peugeot Partner.
La sortie du Kangoo un an après le Berlingo a d'ailleurs été l'occasion d'une « guerre des portes » entre Renault et PSA. En effet, la principale innovation du Kangoo était son unique troisième porte coulissante, accentuant l'aspect pratique de la voiture, tant en version civile qu'en utilitaire. PSA a alors incorporé une troisième porte à ses deux ludospaces, au moment où Renault équipait le Kangoo d'une deuxième porte latérale coulissante .
Selon les versions, le Kangoo 1 pouvait recevoir un hayon ou deux portes battantes nettement moins convaincantes en termes de rétrovision.
Les portes du Kangoo ont depuis fait école, et les principaux constructeurs généralistes européens proposent une version civile de leurs fourgonnettes, équipées de deux portes coulissantes arrière. Voir à ce sujet les principaux concurrents du segment ludospace.
En mars 1997, à l'occasion du Salon de l'automobile de Genève, Renault présente le concept car Pangea, un véhicule d'exploration basé sur le Kangoo.
Dès 1998, une version tous chemins (2 roues motrices, surélevée de 5 cm) est apparue sous la dénomination « Kangoo Pampa ».
En 1998, Renault lance la production du Kangoo utilitaire en Argentine pour le marché latino-américain, puis de la version civile en 2001.
Le Kangoo Pampa sera complété par une version 4x4 permanent (transmission Nissan) à partir de 2001, doté d'une présentation spécifique (boucliers, jantes…) et plus lourde de 200 kg.
Les 4X4 était équipées du 1.6 16s de 95 ch ou du 1,9 DTi/Dci, et avaient leur roue de secours dans la soute, au détriment du volume utile.
Le Kangoo a été restylé en avril 2003 (phase II) : nouvel avant, nouveaux feux arrière, tableau de bord, etc. Amélioration générale de la tenue de route, de l'insonorisation, de la finition et de l'équipement. La version argentine reçoit ce même restylage en 2008.
En Europe où la deuxième génération est introduite en 2007, le ludospace poursuit sa carrière jusqu'en 2008, tandis que l'utilitaire est prolongé jusqu'en 2010.

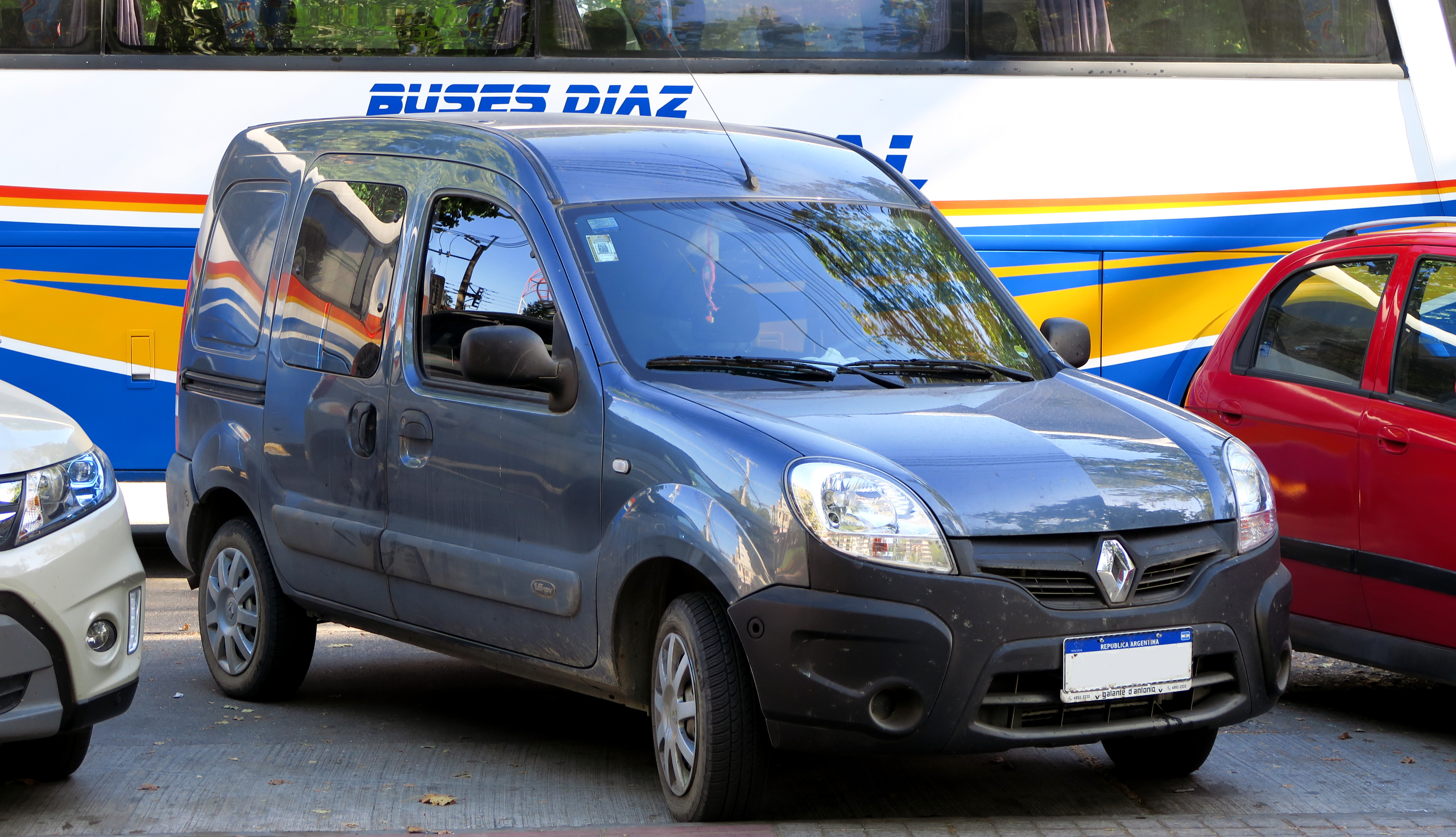
Renault Kangoo restylé.

Le Kangoo argentin est restylé en 2013 avec une nouvelle calandre, pays où il concurrence toujours le Berlingo et le Partner de première génération.
Sa production cesse début 2018, date à laquelle il est remplacé en Argentine par une version rebadgée Renault du Dacia Dokker qui prend là-bas le nom de « Kangoo ». En tout, 374 591 Kangoo I ont été fabriqués en Argentine, dont 272 431 en version utilitaire, pour le marché local mais aussi le Brésil, le Mexique, la Colombie, l'Uruguay, le Paraguay, le Chili, le Pérou et Cuba. Dans ce pays, le Kangoo rencontra un grand succès. Le "ludospace" fut le leader de sa catégorie pendant 18 ans et l'utilitaire pendant 10 ans.
En mars 2025, le Kangoo est modélisé dans le jeu vidéo Gran Turismo 7,.

## Motorisations

### Diesel
|                            | 1.9 D 55               | 1.9 D 65               | 1.9 dTi 80             | 1.9 Dci 80             | 1.9 Dci 85             |
| Types moteurs              | F8Q                    | F8Q                    | F9Q                    | F9Q                    | F9Q                    |
| Cylindrée                  | 1 870 cm3              | 1 870 cm3              | 1 870 cm3              | 1 870 cm3              | 1 870 cm3              |
| Alésage (mm) / course (mm) | 80 / 93                | 80 / 93                | 80 / 93                | 80 / 93                | 80 / 93                |
| Architecture               | 4 cylindres en ligne   | 4 cylindres en ligne   | 4 cylindres en ligne   | 4 cylindres en ligne   | 4 cylindres en ligne   |
| Admission                  | Atmosphérique          | Atmosphérique          | Turbo                  | Turbo                  | Turbo                  |
| Puissance maxi             | 55 ch à 4 500 tr/min   | 65 ch à 4 500 tr/min   | 80 ch à 4 500 tr/min   | 80 ch à 4 000 tr/min   | 84 ch à 4 000 tr/min   |
| Couple maxi                | 125 N m à 2 250 tr/min | 120 N m à 2 250 tr/min | 160 N m à 2 000 tr/min | 160 N m à 2 000 tr/min | 180 N m à 2 000 tr/min |
| Boîte de vitesses          | BVM5                   | BVM5                   | BVM5                   | BVM5 4x4               | BVM5 4x4               |
| Vitesse maxi (km/h)        | 135                    | 140                    | 160                    | 142                    | 146                    |
| 0-100 km/h (s)             | 19,5                   | 21,2                   | 14,1                   | 14,7                   | 16,2                   |
| Consommation (L/100 km)    | 6,8                    | 7,3                    | 7,5                    | 7,4                    | 7,4                    |
| Émissions de CO2 (g/km)    | NC                     | NC                     | 154                    | 176                    | 196                    |

|                            | 1.5 DCi 55             | 1.5 DCi 55             | 1.5 DCi 60             | 1.5 DCi 65             | 1.5 DCi 65             | 1.5 DCi 70             | 1.5 DCi 80             | 1.5 DCi 80             | 1.5 DCi 85             | 1.5 DCi 85             |
| Type moteur                | K9K                    | K9K                    | K9K                    | K9K                    | K9K                    | K9K                    | K9K                    | K9K                    | K9K                    | K9K                    |
| Cylindrée                  | 1 461 cm3              | 1 461 cm3              | 1 461 cm3              | 1 461 cm3              | 1 461 cm3              | 1 461 cm3              | 1 461 cm3              | 1 461 cm3              | 1 461 cm3              | 1 461 cm3              |
| Alésage (mm) / course (mm) | 76 / 80,5              | 76 / 80,5              | 76 / 80,5              | 76 / 80,5              | 76 / 80,5              | 76 / 80,5              | 76 / 80,5              | 76 / 80,5              | 76 / 80,5              | 76 / 80,5              |
| Architecture               | 4 cylindres en ligne   | 4 cylindres en ligne   | 4 cylindres en ligne   | 4 cylindres en ligne   | 4 cylindres en ligne   | 4 cylindres en ligne   | 4 cylindres en ligne   | 4 cylindres en ligne   | 4 cylindres en ligne   | 4 cylindres en ligne   |
| Admission                  | Turbo                  | Turbo                  | Turbo                  | Turbo                  | Turbo                  | Turbo                  | Turbo                  | Turbo                  | Turbo                  | Turbo                  |
| Puissance maxi             | 55 ch à 5 250 tr/min   | 55 ch à 5 250 tr/min   | 60 ch à 5 250 tr/min   | 65 ch à 4 000 tr/min   | 65 ch à 4 000 tr/min   | 68 ch à 4 000 tr/min   | 80 ch à 4 000 tr/min   | 80 ch à 4 000 tr/min   | 85 ch à 4 250 tr/min   | 88 ch à 4 250 tr/min   |
| Couple maxi                | 130 N m à 2 000 tr/min | 130 N m à 2 000 tr/min | 130 N m à 2 000 tr/min | 160 N m à 2 000 tr/min | 160 N m à 2 000 tr/min | 160 N m à 2 000 tr/min | 160 N m à 2 000 tr/min | 160 N m à 2 000 tr/min | 185 N m à 1 750 tr/min | 185 N m à 1 750 tr/min |
| Boîte de vitesses          | BVM5                   | BVM5 4x4               | BVM5                   | BVM5                   | BVM5 4x4               | BVM5                   | BVM5                   | BVM5 4x4               | BVM5                   | BVM5 4x4               |
| Vitesse maxi (km/h)        | 138                    | 138                    | 140                    | 146                    | 146                    | 148                    | 155                    | 155                    | 157                    | 157                    |
| 0-100 km/h (s)             | 18,6                   | 18,6                   | 17,9                   | 16                     | 16                     | 16                     | 12,5                   | 12,5                   | 11,3                   | 11,3                   |
| Consommation (L/100 km)    | 5,3                    | 5,3                    | 5,4                    | 5,5                    | 5,5                    | 5,5                    | 5,3                    | 5,3                    | 5,3                    | 5,3                    |
| Émissions de CO2 (g/km)    | 141                    | 141                    | 144                    | 146                    | 146                    | 147                    | 139                    | 139                    | 139                    | 139                    |

### Essence
|                            | 1.0 8V 60             | 1.0 16V 70            | 1.2 8V 60             | 1.2 16V 75             | 1.2 16V 75             | 1.4 75                          | 1.4 75                          | 1.6 95                 | 1.6 95                 | 1.6 95                 |
| Types moteurs              | D7D                   | D4D                   | D7F                   | D4F                    | D4F                    | E7J (Energy) - K7J              | E7J (Energy) - K7J              | K4M                    | K4M                    | K4M                    |
| Cylindrée                  | 999 cm3               | 999 cm3               | 1 149 cm3             | 1 149 cm3              | 1 149 cm3              | 1 390 cm3                       | 1 390 cm3                       | 1 598 cm3              | 1 598 cm3              | 1 598 cm3              |
| Alésage (mm) / course (mm) | 69 / 66,8             | 69 / 66,8             | 69 / 76,8             | 69 / 76,8              | 69 / 76,8              | E7J : 75,8 / 77 K7J : 79,5 / 70 | E7J : 75,8 / 77 K7J : 79,5 / 70 | 79,5 / 80,5            | 79,5 / 80,5            | 79,5 / 80,5            |
| Architecture               | 4 cylindres en ligne  | 4 cylindres en ligne  | 4 cylindres en ligne  | 4 cylindres en ligne   | 4 cylindres en ligne   | 4 cylindres en ligne            | 4 cylindres en ligne            | 4 cylindres en ligne   | 4 cylindres en ligne   | 4 cylindres en ligne   |
| Admission                  | Atmosphérique         | Atmosphérique         | Atmosphérique         | Atmosphérique          | Atmosphérique          | Atmosphérique                   | Atmosphérique                   | Atmosphérique          | Atmosphérique          | Atmosphérique          |
| Puissance maxi             | 59 ch à 5 500 tr/min  | 68 ch à 5 750 tr/min  | 60 ch à 5 250 tr/min  | 75 ch à 5 500 tr/min   | 75 ch à 5 500 tr/min   | 75 ch à 5 500 tr/min            | 75 ch à 5 500 tr/min            | 95 ch à 5 000 tr/min   | 95 ch à 5 000 tr/min   | 95 ch à 5 000 tr/min   |
| Couple maxi                | 81 N m à 4 250 tr/min | 93 N m à 4 500 tr/min | 93 N m à 2 500 tr/min | 106 N m à 3 500 tr/min | 106 N m à 3 500 tr/min | 114 N m à 4 250 tr/min          | 114 N m à 4 250 tr/min          | 148 N m à 3 750 tr/min | 148 N m à 3 750 tr/min | 148 N m à 3 750 tr/min |
| Boîte de vitesses          | BVM5                  | BVM5                  | BVM5                  | BVM5                   | BVM5 4x4               | BVM5                            | BVA4                            | BVM5                   | BVM5 4x4               | BVA4                   |
| Vitesse maxi (km/h)        | 135                   | 144                   | 140                   | 154                    | 157                    | 155                             | 147                             | 170                    | 153                    | 152                    |
| 0-100 km/h (s)             | 21,2                  | 18,6                  | 17,2                  | 14,2                   | 13,5                   | 14,9                            | 16,9                            | 10,7                   | 13,1                   | 12,4                   |
| Consommation (L/100 km)    | NC                    | NC                    | 6,9                   | 7                      | 7                      | 7,5                             | 7,9                             | 7,5                    | 8,5                    | 8                      |
| Émissions de CO2 (g/km)    | NC                    | NC                    | 163                   | 165                    | 165                    | 177                             | 188                             | 177                    | 177                    | 177                    |

### Motorisations alternatives
|                         | Électrique               | Hybride                                  | GPL 1.2 60            | GNV 1.4 70           | GNV 1.6 90             |
| Cylindrée               | NC                       | Thermique : 475 cm3                      | 1 149 cm3             | 1 390 cm3            | 1 598 cm3              |
| Architecture            | Synchrone à rotor bobiné | Bicylindre                               | 4 cylindres en ligne  | 4 cylindres en ligne | 4 cylindres en ligne   |
| Puissance maxi          | 15 à 30 kW               | Électrique : 22(29) kW Thermique : 22 ch | 60 ch à 5 250 tr/min  | -                    | 82 ch à 5 000 tr/min   |
| Couple maxi             | 165 N m                  | Thermique : 35 N m Électrique : 165 N m  | 91 N m à 2 500 tr/min | -                    | 148 N m à 3 750 tr/min |
| Boîte de vitesses       | -                        | -                                        | BVM5                  | BVM5                 | BVM5                   |
| Vitesse maxi (km/h)     | 103                      | 103                                      | 134                   | -                    | 158                    |
| 0-100 km/h (s)          | 0 à 80 : < 25            | 0 à 80 : < 25                            | 18,8                  | -                    | 14,9                   |
| Consommation (L/100 km) | 0                        | 0 à 9                                    | 9                     | -                    | 8,5                    |
| Émissions de CO2 (g/km) | 0                        | 0 à 40                                   | 166                   | NC                   | NC                     |
| Autonomie (km)          | 60 à 100                 | 150 à 200                                | NC                    | NC                   | NC                     |

## Galerie

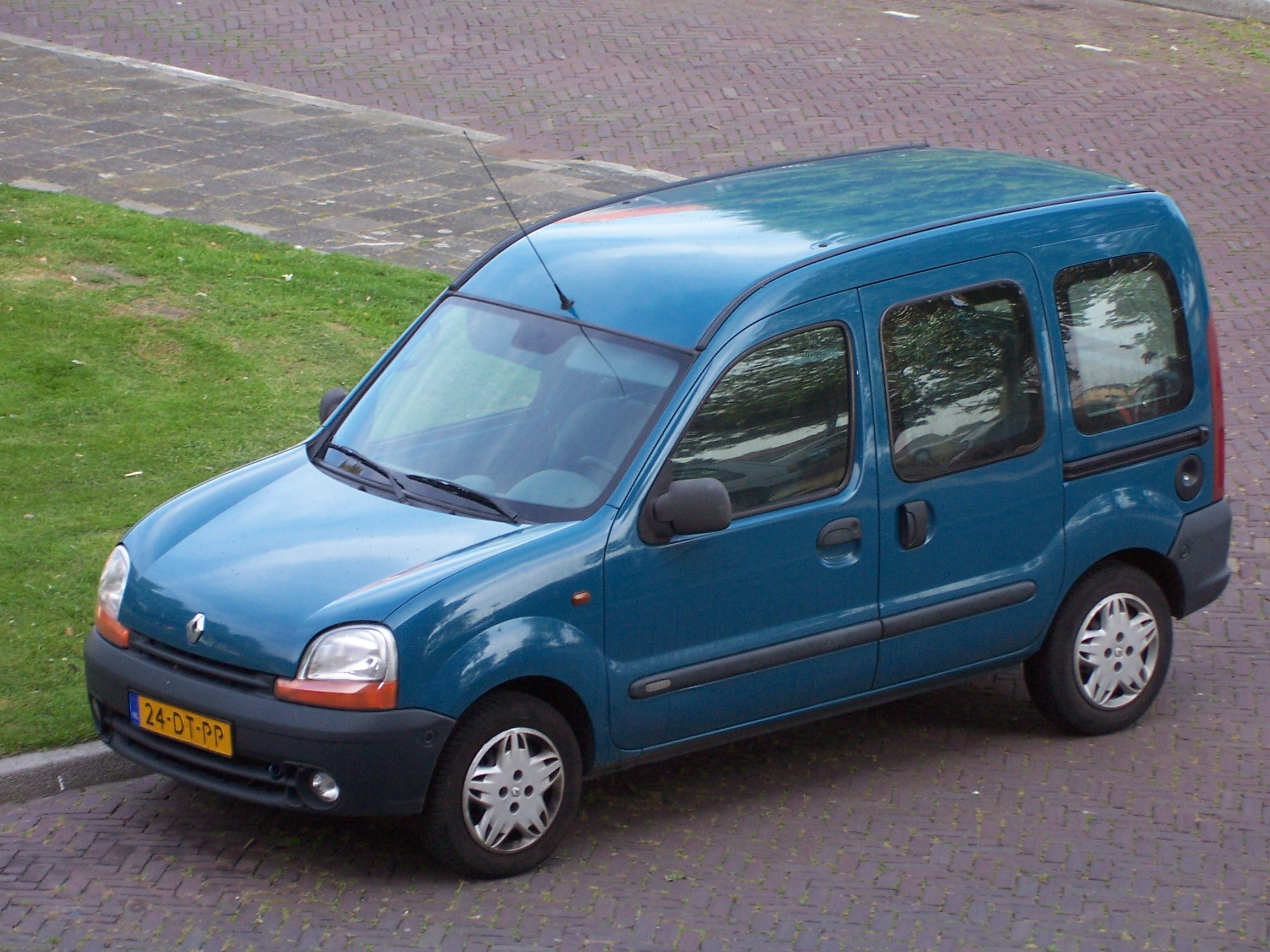
Kangoo Phase 1.
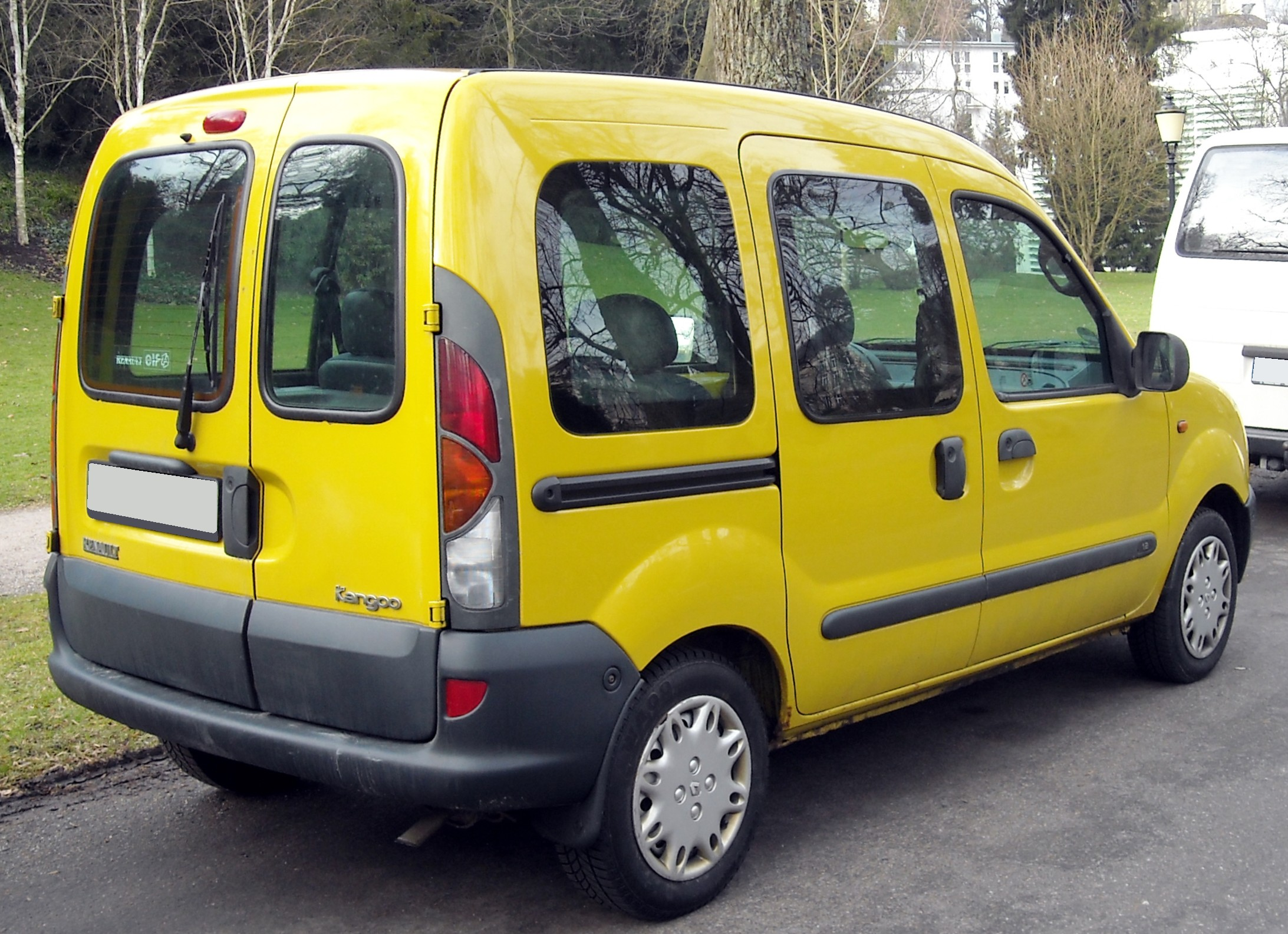
Kangoo Phase 1.
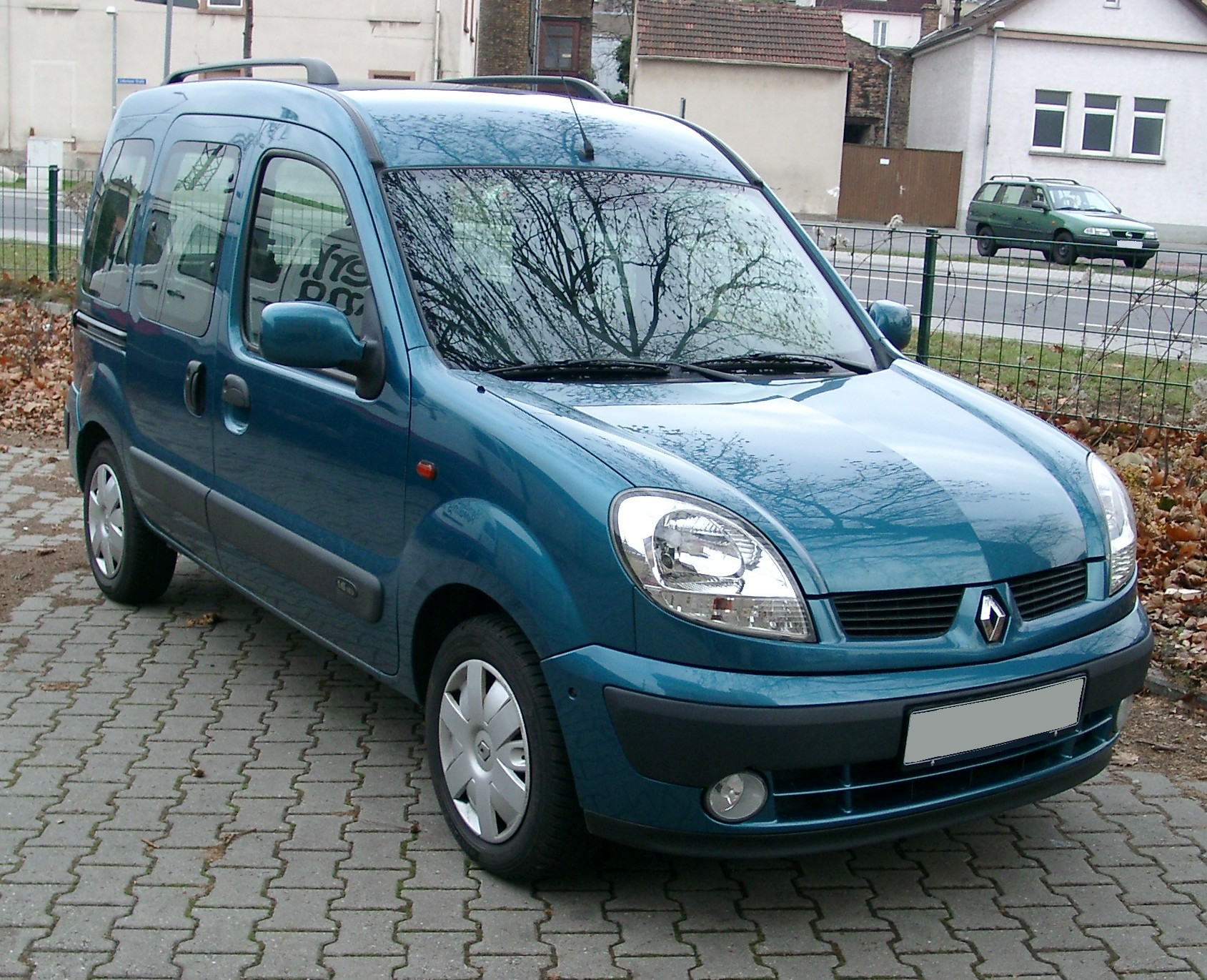
Kangoo Phase 2.
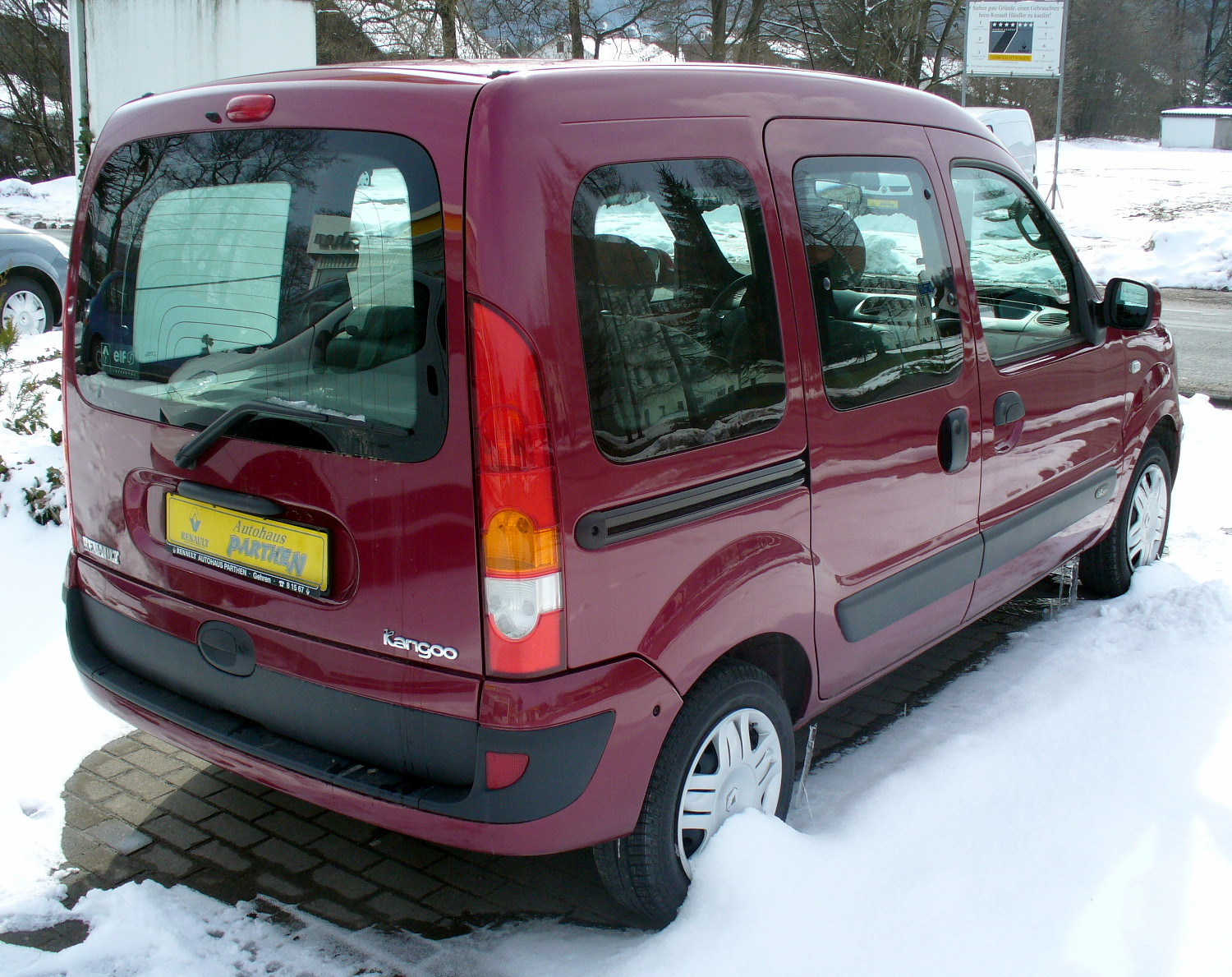
Kangoo Phase 2.
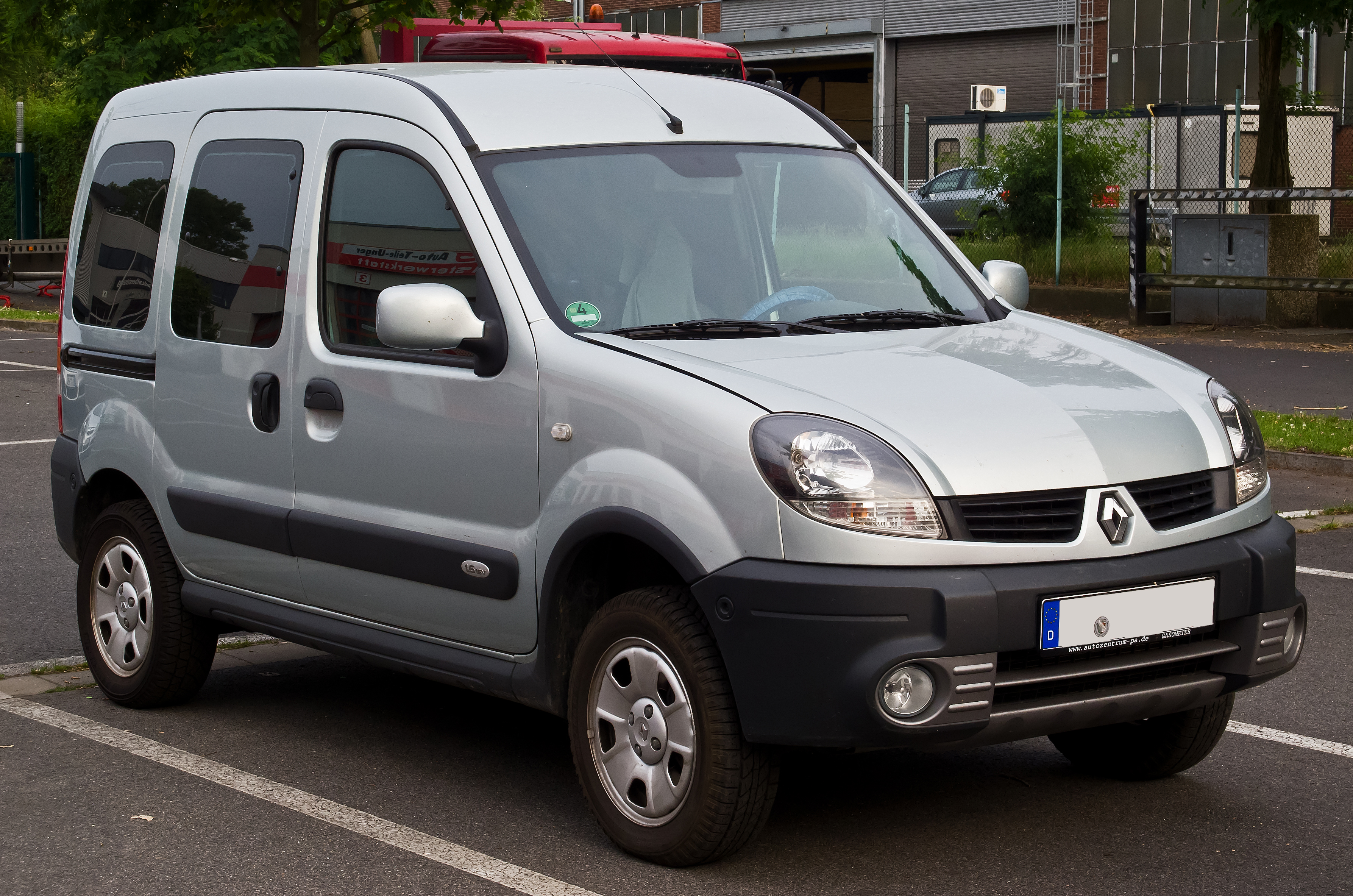
Kangoo 4x4 Phase 2.
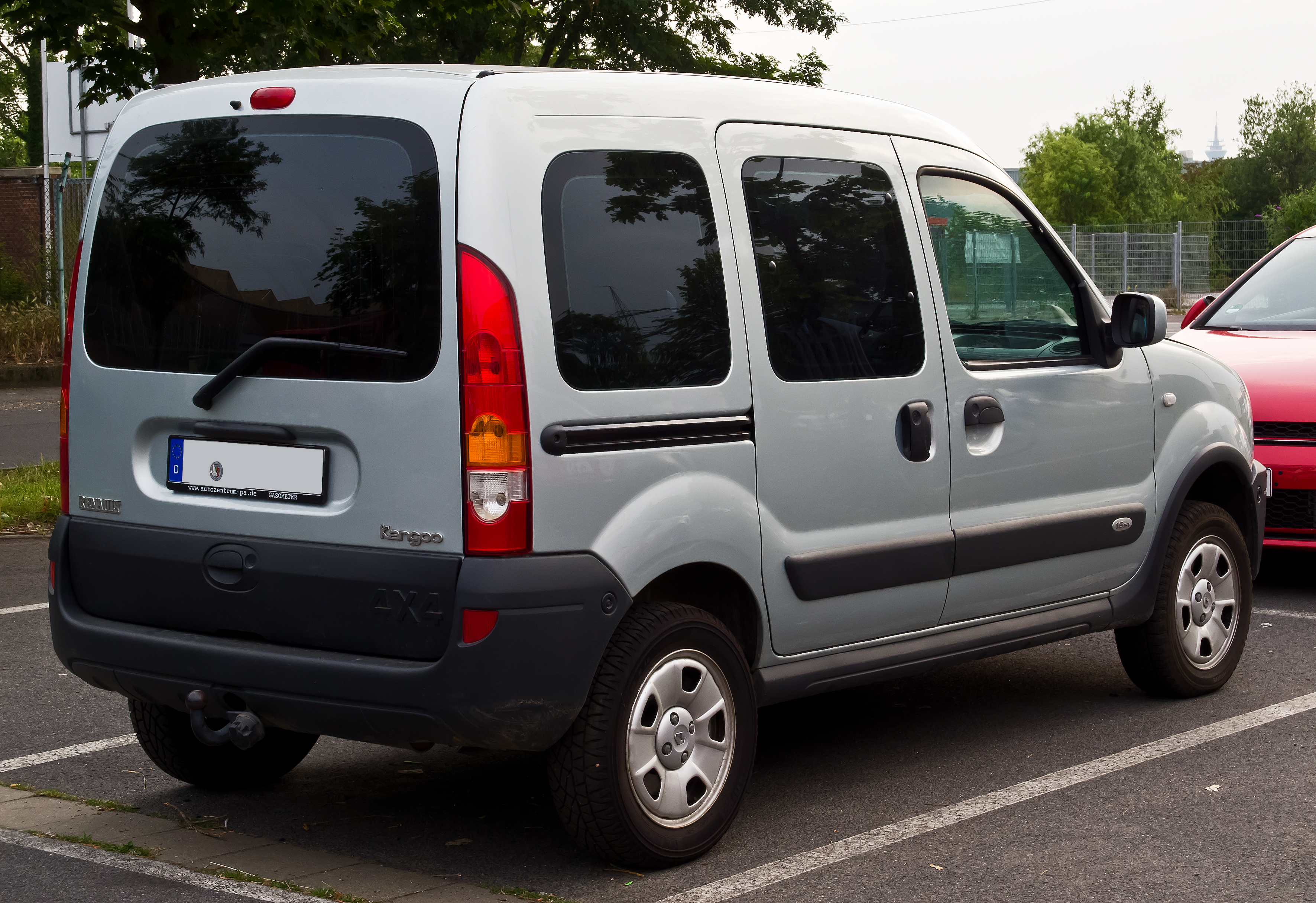
Kangoo 4x4 Phase 2.
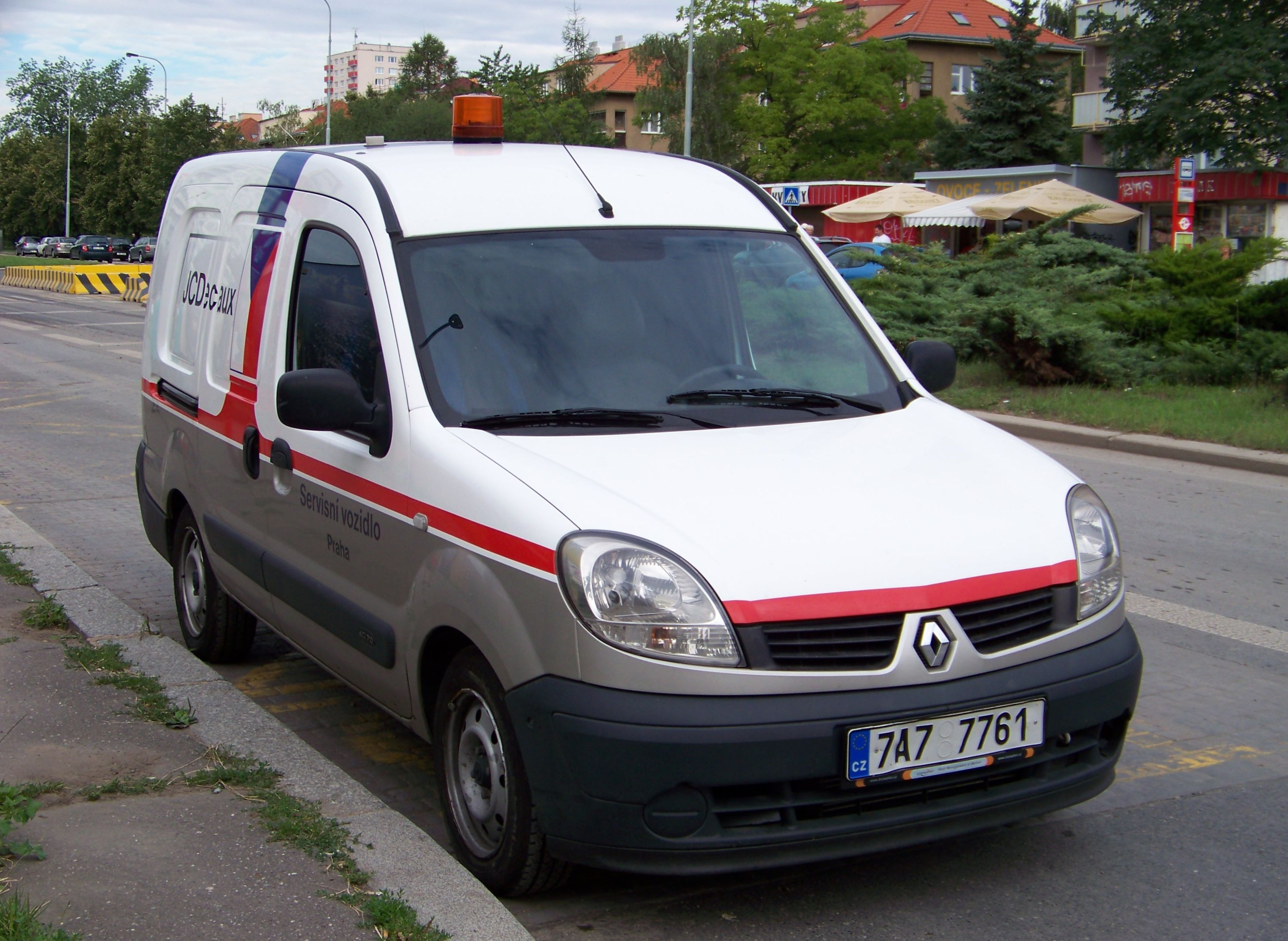
Grand Kangoo Utilitaire Phase 2.
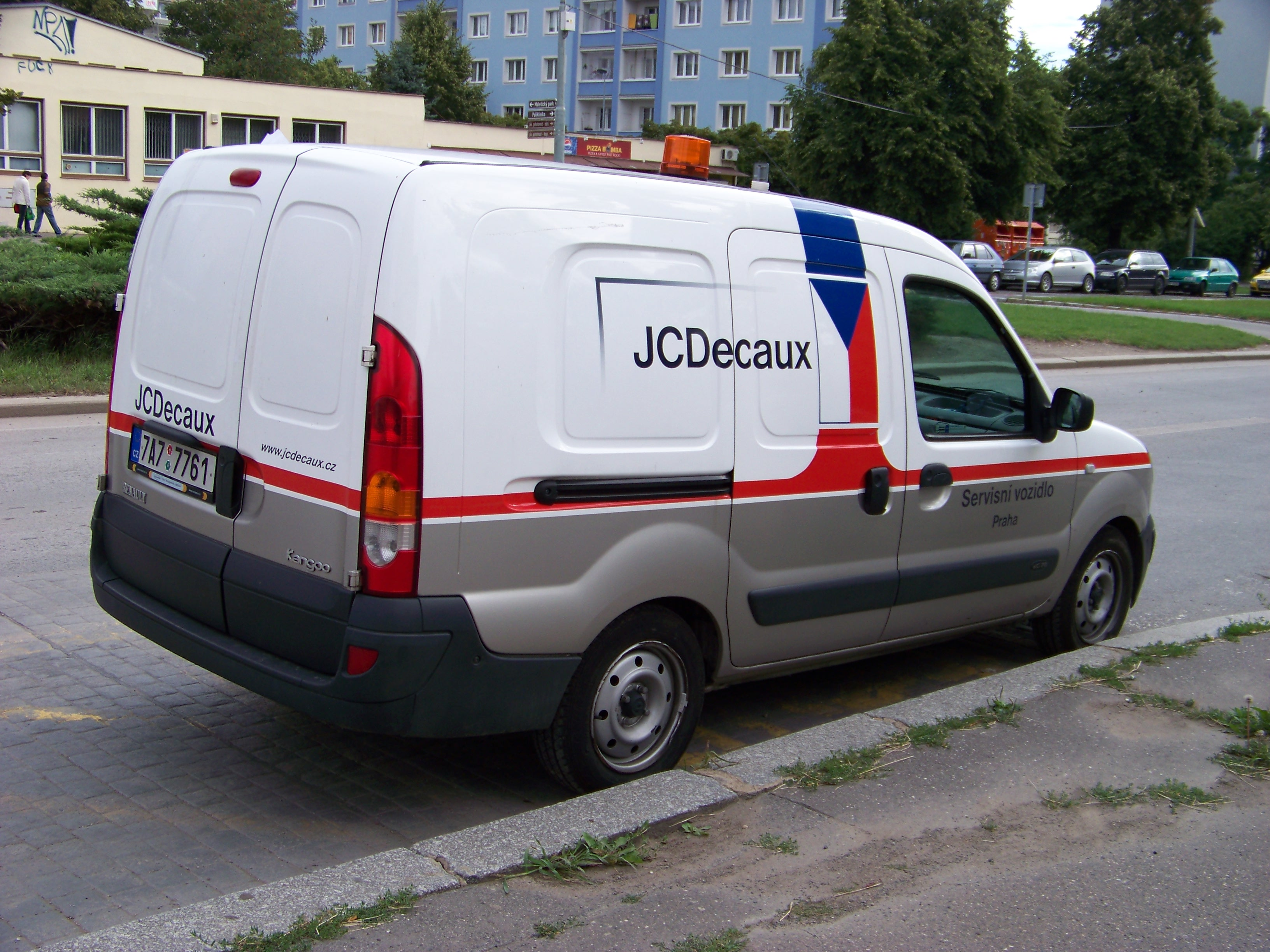
Grand Kangoo Utilitaire Phase 2.
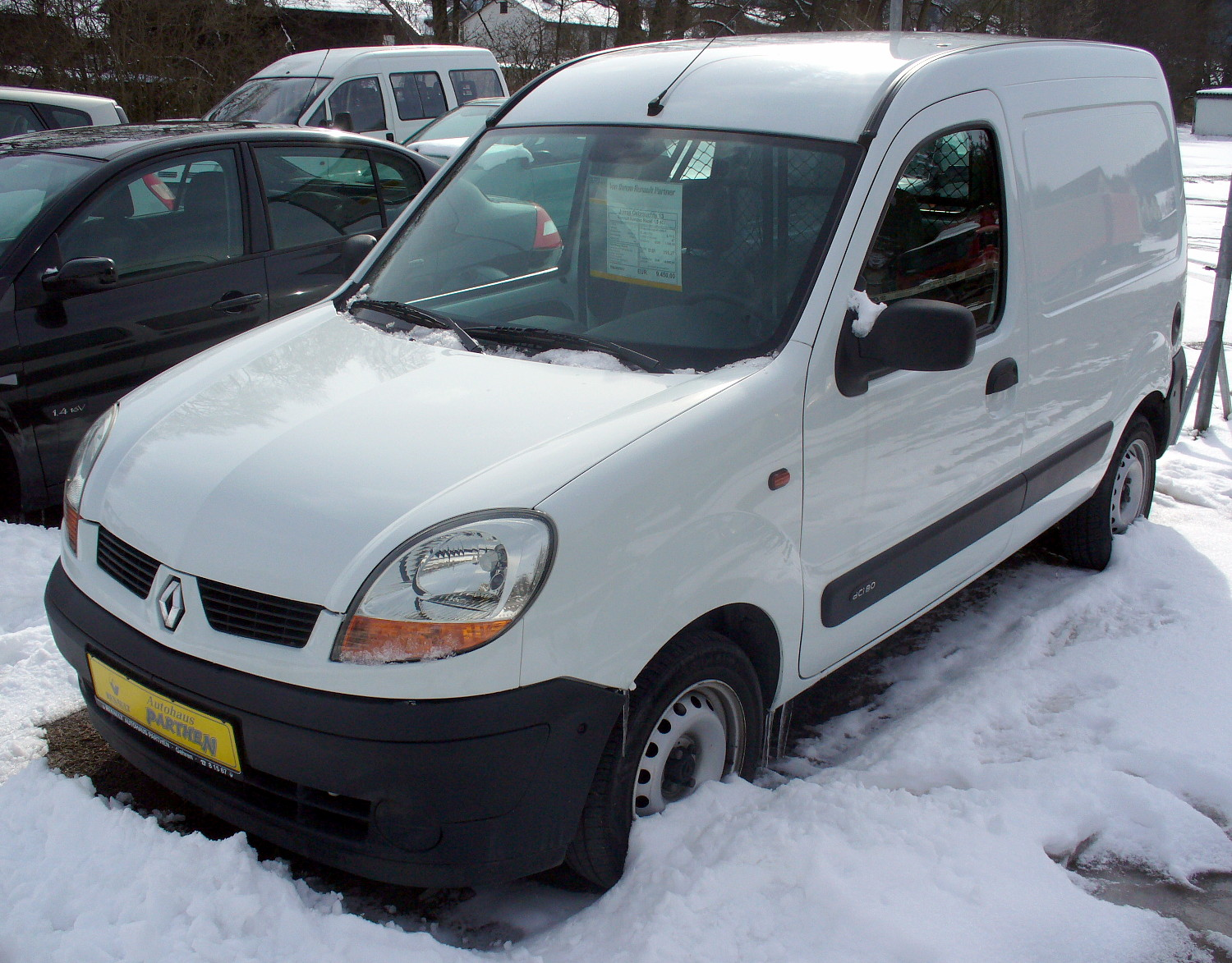
Kangoo utilitaire Phase 2.
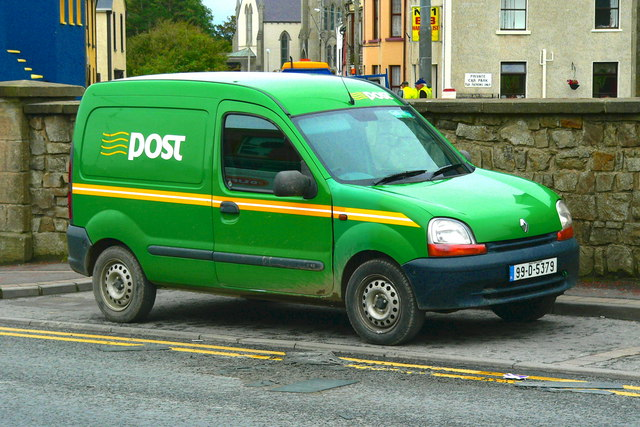
Kangoo utilitaire Phase 1.
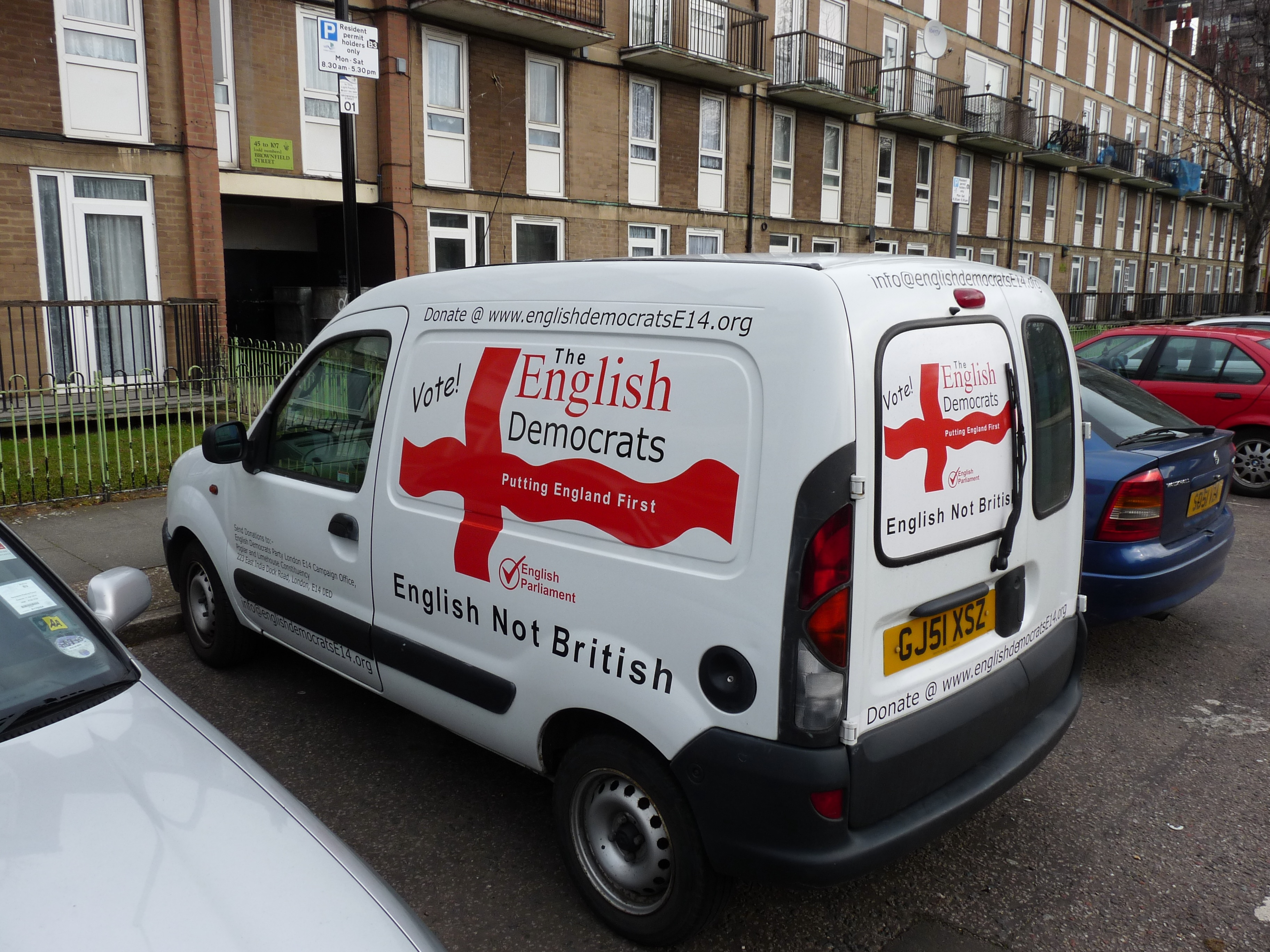
Kangoo utilitaire Phase 1.
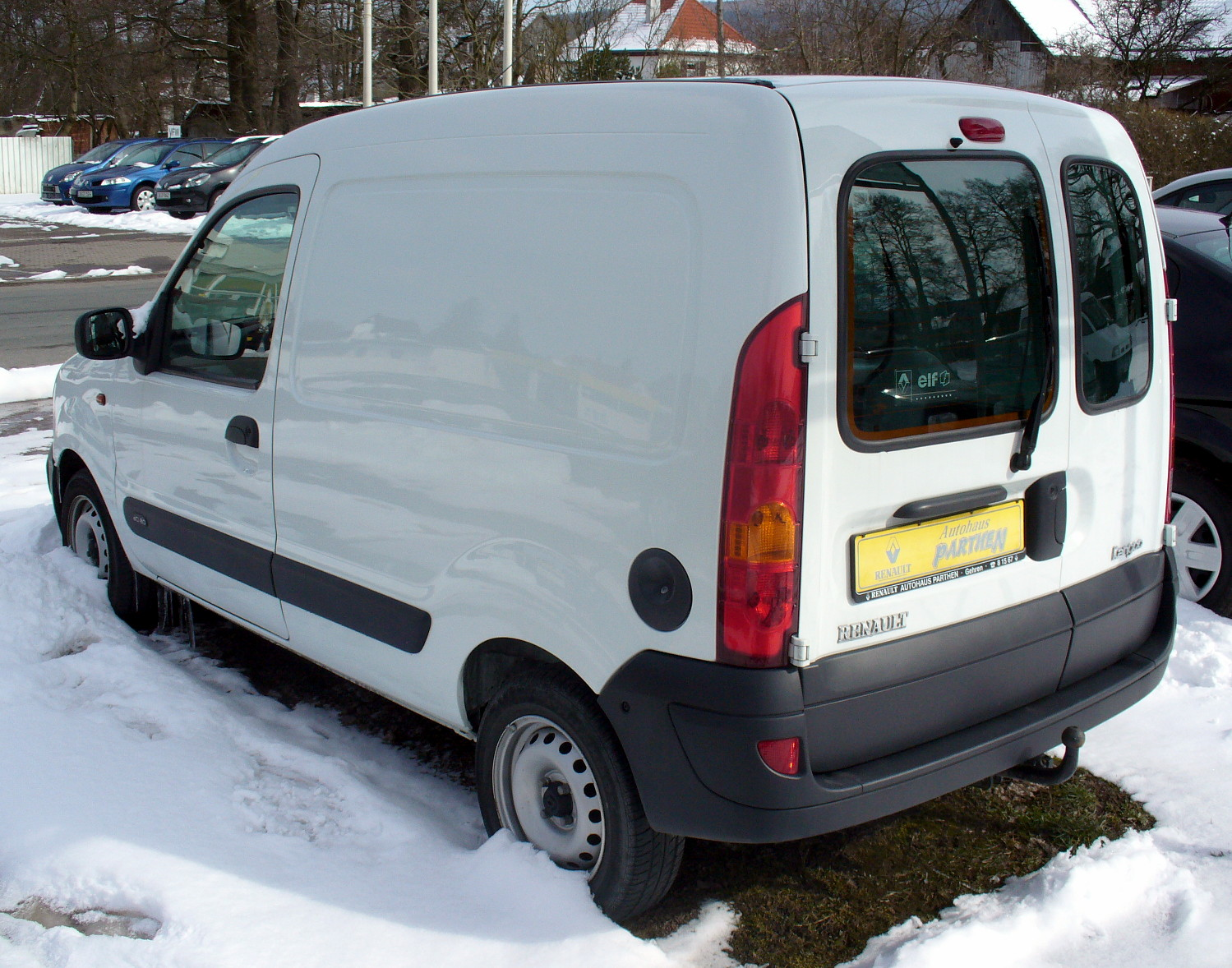
Kangoo utilitaire Phase 2.
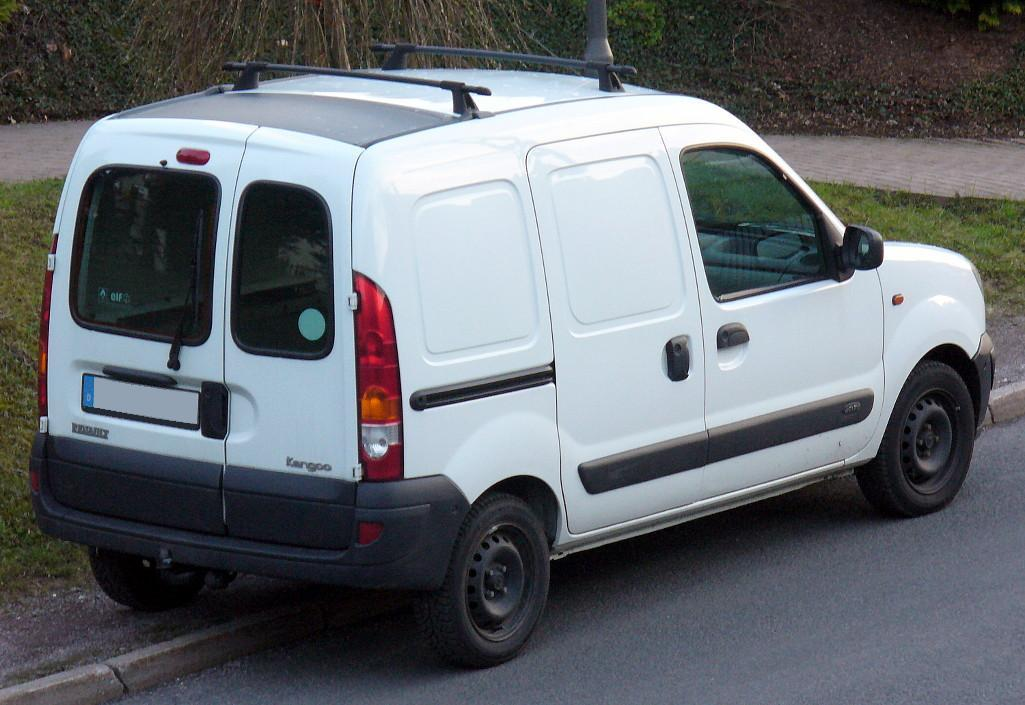
Kangoo utilitaire Phase 2.
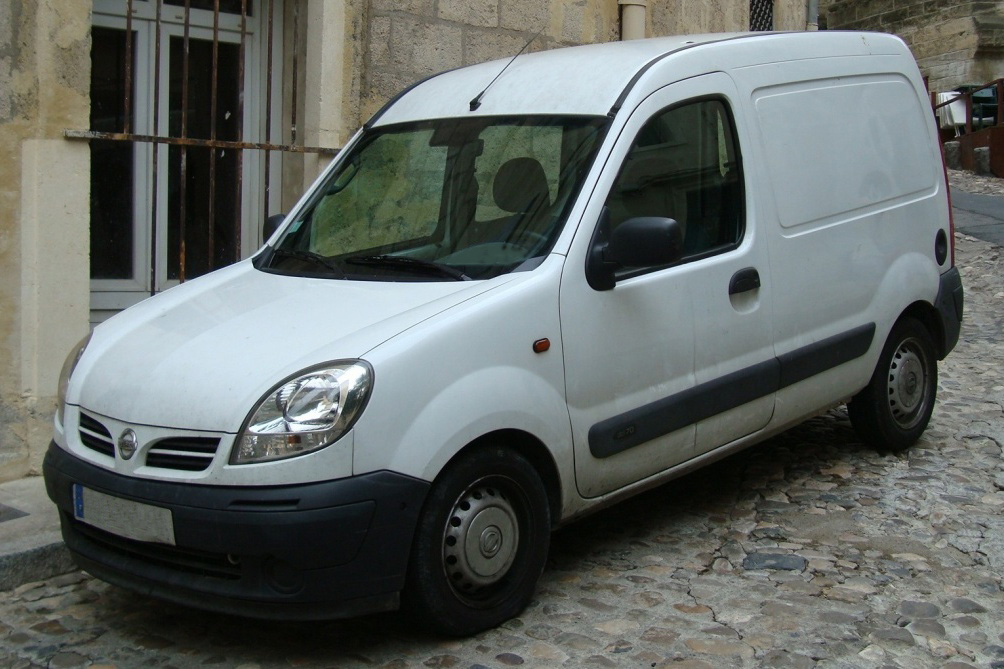
Nissan Kubistar Phase 2.
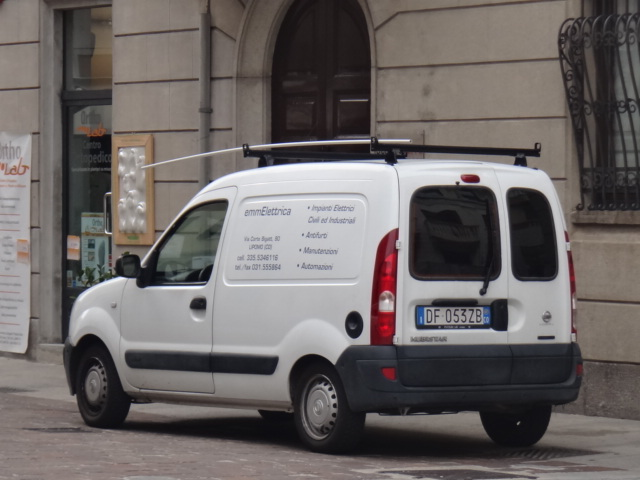
Nissan Kubistar Phase 2.

## Investissements
2,6 milliards de francs.

## Fabrication
- 1997-2010 : Usine MCA (Maubeuge Construction Automobile) à Maubeuge (Nord), France.
- 1999-2017 : Usine de Santa Isabel à Córdoba (Argentine).